# Гамисония, Джоджо Пахвалович
Джоджо Пахвалович Гамисония (1885 год, село Окуми, Сухумский округ, Кутаисская губерния, Российская империя — неизвестно, село Окуми, Гальский район, Абхазская АССР, Грузинская ССР) — звеньевой колхоза имени Ленина Гальского района, Абхазская АССР, Грузинская ССР. Герой Социалистического Труда (1948).

## Биография
Родился в 1885 году в крестьянской семье в селе Окуми Сухумского округа.
После окончания местной начальной школы трудился в сельском хозяйстве. Во время коллективизации в начале 1930-х годов вступил в местную сельскохозяйственную артель, которая в последующем преобразована в колхоз имени Ленина Гальского района (председатель — Георгий Гуджаевич Джгубурия (1930—1950), с 1950 года — Гетия Е. К.). В послевоенные годы трудился звеньевым многоотраслевого звена, которое выращивало кукурузу, чай и цитрусовые.
В 1947 году звено под его руководством собрало в среднем с каждого гектара по 8008 килограмм сортового чайного зелёного листа на участке площадью 3 гектара. Указом Президиума Верховного Совета СССР от 21 февраля 1948 года удостоен звания Героя Социалистического Труда за «получение в 1947 году высокого урожая сортового чайного листа и табака» с вручением ордена Ленина и золотой медали «Серп и Молот» (№ 640).
Этим же Указом званием Героя Социалистического Труда был награждён его бригадир Чоколи Ночоевич Квачахия.
За выдающиеся трудовые результаты по итогам работы в 1948 году был награждён Орденом Трудового Красного Знамени.
После выхода на пенсию проживал в родном селе Окуми Гальского района. Дата смерти не установлена.
Награды
- Герой Социалистического Труда
- Орден Ленина
- Орден Трудового Красного Знамени (29.08.1949)